# Ilja Alexandrowitsch Gringolz
Ilya Alexandrowitsch Gringolts (russisch Илья́ Алекса́ндрович Гринго́льц; * 1982 in Leningrad) ist ein russischer Violinist und Lehrer an der Zürcher Hochschule der Künste. Er war der jüngste Sieger des Paganini-Preises.

## Ausbildung
Ilya Gringolts wurde 1982 in Leningrad (heute Sankt Petersburg) geboren. Mit fünf Jahren begann er, Violine zu spielen. Er bekam Violinunterricht bei Tatiana Liberova und Jeanna Metallidi. Mit 10 Jahren erreichte er den 2. Rang des Russischen Violinwettbewerbes. 1994 spielte er mit dem Symphonieorchester von Moskau. 1995 gewann er einen der Jugendpreise des Menuhin-Wettbewerbs. Am selben Wettbewerb machte er auch die Bekanntschaft mit der deutschen Geigerin Julia Fischer. Ihm wurde von Itzhak Perlman während der Vorbereitung für den Paganini Preises von Genua Violinunterricht erteilt. Er gewann den Paganini-Preis mit dem 1. Violinkonzert von Dimitri Shostakowitsch, welches er erst zum zweiten Mal in seinem Leben mit einem Orchester spielte. Er war damals mit 16 Jahren der jüngste Sieger des Paganini Wettbewerbs. Darauf wurde er von 1999 bis 2002 von Itzhak Perlman für drei Jahre an der Julliard Schule in New York City unterrichtet.

## Musikalische Karriere
Von 2001 bis 2003 war er im Förderprogramm der BBC, was ihm ermöglichte, im Vereinigten Königreich aufzutreten. 2002 debütierte er bei den BBC Proms. 2008 gründete er das Gringolts Quartett. Das Gringolts Quartett trat am Lucerne Festival, dem Yehudi Menuhin Festival in Gstaad oder an de Kasseler Musiktagen auf. Gringolts
z ist Fachdozent für Violine an der Zürcher Hochschule der Künste und Professor an der Accademia Musicale Chigiana in Siena. Ilya Gringolts trat als Solist mit den Orchestern BBC Symphony Orchestra, dem Royal Liverpool Philharmonic Orchestra ebenso dem City of Birmingham Symphony Orchestra und dem Deutschen Symphonie-Orchester Berlin weiter mit der Los Angeles Philharmonic, dem NHK-Sinfonieorchester und dem Mahler Chamber Orchestra auf. Im 2023 begleitete er das Australische Kammerorchester als künstlerischer Leiter.
Gringolts spielt die Violine „ex Kiesewetter“ von Antonio Stradivari, eine Leihgabe der Stradivari Society, Chicago.

## Privatleben
Seit der Russischen Invasion der Ukraine lebt er im Exil in Zürich. Ein Großteil seiner Familie lebt weiterhin in Sankt Petersburg, doch seine Eltern sind aus Russland geflohen. Er ist mit der armenischen Violinistin Anahit Kurtikyan, die ebenfalls im Gringolts Quartett musiziert, verheiratet und hat drei Kinder. Seine Schwester Olga ist mit dem russischen Violinisten Maxim Vengerov verheiratet.